# Splügenpass
Der Splügenpass (italienisch Passo dello Spluga, rätoromanisch Pass dal Spleia) liegt auf einer Höhe von 2114 m ü. M., verbindet Splügen im schweizerischen Rheinwald im Kanton Graubünden (Nordseite) mit Chiavenna in der italienischen Provinz Sondrio sowie dem Comer See (Südseite) und trennt die Tambogruppe im Westen von der Plattagruppe im Osten, womit er auch auf der Trennlinie zwischen Westalpen und Ostalpen liegt. Über den Pass verläuft die Wasserscheide zwischen dem Rhein und dem Po, die hier der Grenze zwischen der Schweiz und Italien entspricht.
Auf der Nordseite des Passes entspringt der Hüscherabach, der in Splügen in den Hinterrhein mündet. Östlich oberhalb der Passhöhe liegt das Bergseeli.

## Geschichte

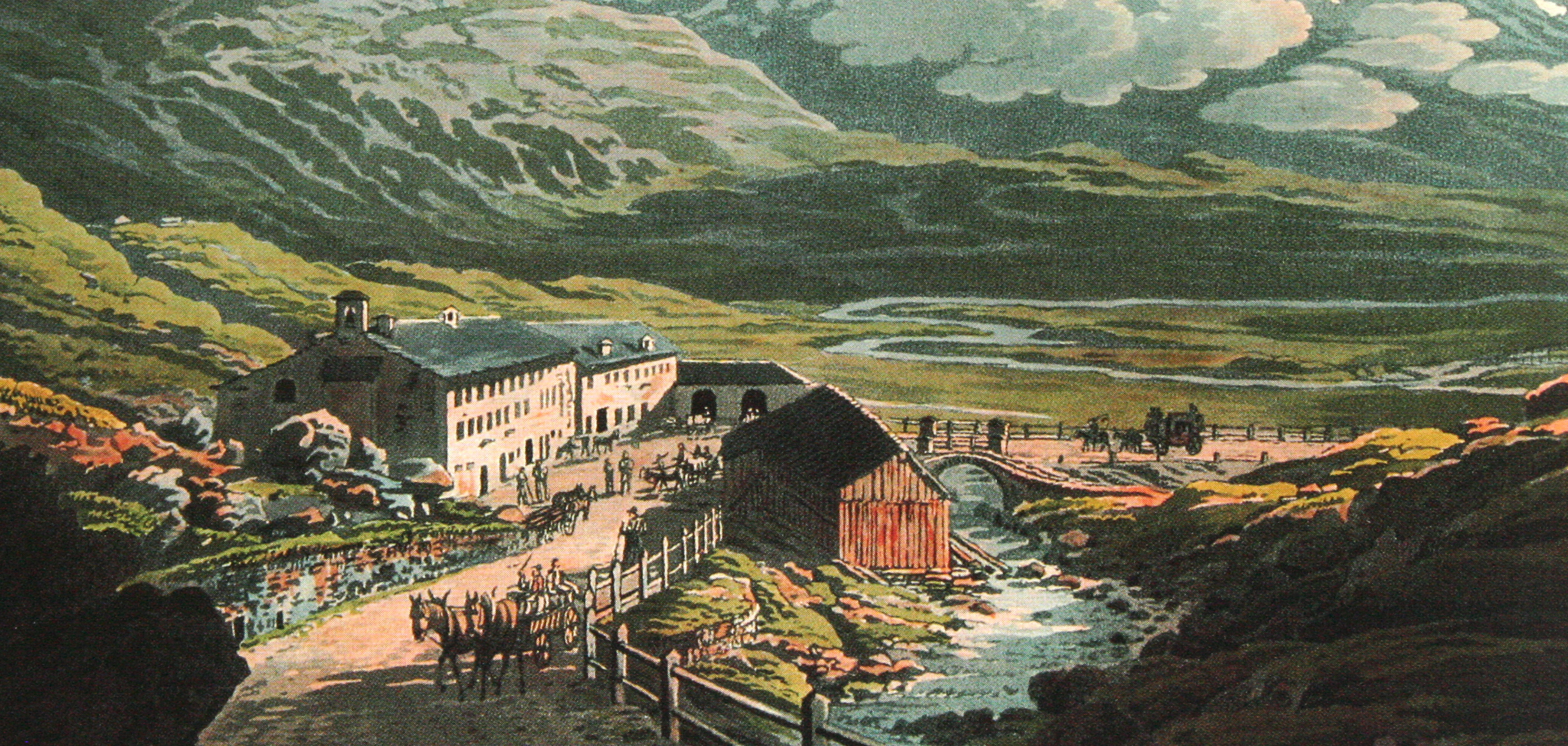
Splügenpass, um 1810

Der Pass war bereits den Römern bekannt, wahrscheinlich unter dem Namen «Cunus Aureus» – «goldene Spitze», wenn dies nicht den Julierpass bezeichnet hat. Splügen soll sich von «specula», lateinisch für «Ausguck» oder vom romanischen «Speluca» («Höhle») ableiten und wurde anscheinend auch im Mittelalter benutzt. Zu Lasten der vom einflussreichen Churer Bischof geförderten Oberen Strasse über den Septimerpass verlor er auch deswegen an Bedeutung, da der schlecht unterhaltene Zugangsweg am Hinterrhein zusehends verfiel. Schlucht und Pfad wurden darum seit dem 13. Jahrhundert Viamala («schlechter Weg») genannt; und erst nachdem die Heinzenberger Gemeinden Thusis, Masein und Cazis im Jahr 1473 beschlossen, «die richstrass und den waeg» herzurichten, entwickelte sich die Strecke über den Splügen zur wichtigsten Bündner Transitroute und ermöglichte regelmässigen «Kursverkehr» wie den des Lindauer Boten.
Die heutige Strasse wurde von den Österreichern, die damals in Mailand herrschten, auf eigene Kosten erbaut und im Sommer 1822 fertiggestellt. Seit dem Bau eines Tunnels durch den San Bernardino der heute zur Autobahn A13 gehört,  hat der Pass seine frühere Bedeutung weitgehend verloren.
Im 19. Jahrhundert bestanden Pläne, eine Eisenbahnlinie über den Splügen zu bauen; diese scheiterten jedoch am Widerstand des Kantons Tessin, der dadurch umfahren worden wäre. Schliesslich wurde dem Bau des ersten Gotthardtunnels der Vorzug gegeben.
In den 1980er-Jahren wurde ein 46,7 km langer Splügen-Basistunnel zwischen Thusis und Chiavenna diskutiert. Es war eines von fünf diskutierten Eisenbahntunnelprojekten im Bereich der Schweizer Alpen. Es wurde zu Gunsten des Gotthard- und des Lötschberg-Basistunnels zurückgestellt.

## Splügengalerie

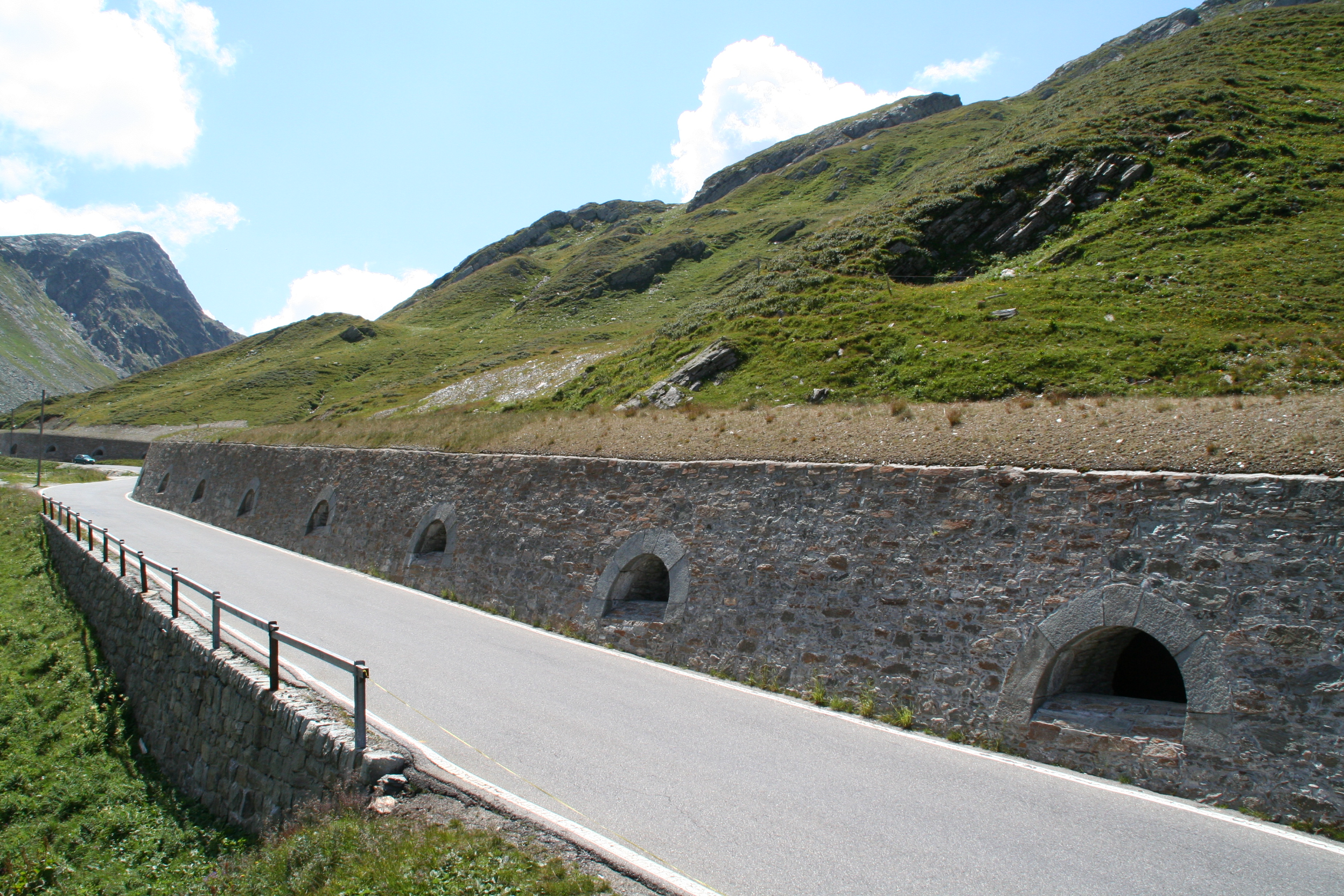
Galerie am Splügenpass

Die 312 Meter lange Galerie am Splügenpass wurde 1843–1846 gebaut, 1991 erstmals saniert und 2006 bis 2011 ein zweites Mal saniert.
Die Splügenroute galt früher als gefährlich. Im Dezember 1800 marschierte die 15'000 Mann starke Armee des französischen Marschalls Jacques MacDonald trotz tobendem Schneesturm über den Splügenpass in Richtung Chiavenna. Hunderte von Soldaten wurden von Lawinen in den Tod gerissen. Um Reisende, Säumer und Fuhrleute zu schützen, wurden mehrere Wegerhäuser und Galerien gebaut. Die Galerie auf der Nordseite ist die einzige, die noch heute existiert. Sie wurde 1843–1846 gebaut und ist 312 Meter lang. Die Galerie wurde gemäss dem Projekt des Ingenieurs Carlo Donegani gebaut und stand unter der Oberaufsicht des Bündner Kantonsingenieurs Richard La Nicca.
Nach dem Zweiten Weltkrieg blieb der Splügenpass im Winter geschlossen, und die Galerie wurde mit einer Sommerstrasse umfahren. Im August 1991 wurde die Galerie teilsaniert. Es wurde ein neuer Belag eingebaut, und die Randabschlüsse wurden wieder instand gesetzt.
Das aufgehende Natursteinmauerwerk der Galerie ist traditionsgemäss zweischalig aufgebaut, wobei der Kern mit Restmaterialien gefüllt wurde. Ein System von Einlaufschächten, Sammelbecken und Querabschlägen unter der Galerie hindurch sorgte für die Ableitung des Hangwassers. Mit der Zeit verstopften die Entwässerungsbauwerke, und die Gewölbeabdichtung wurde undicht. Im Winter führte Frost im Mauerwerk zum Einsturz eines Gewölbeteils.
In den Jahren 2006 bis 2011 wurden 60 Meter vom nördlichen Teilstück der Galerie instand gestellt und für die künftige Nutzung als Ausstellungsraum vorbereitet. Auf der restlichen Länge wurde das Gewölbe im Bereich der Einsturzstelle wiederhergestellt, die Mauern baulich gesichert und neu verfugt, die Entwässerungsbauwerke instand gestellt und die Abdichtung erneuert. Die komplette Sanierung kostete insgesamt 2'015'000 Franken.

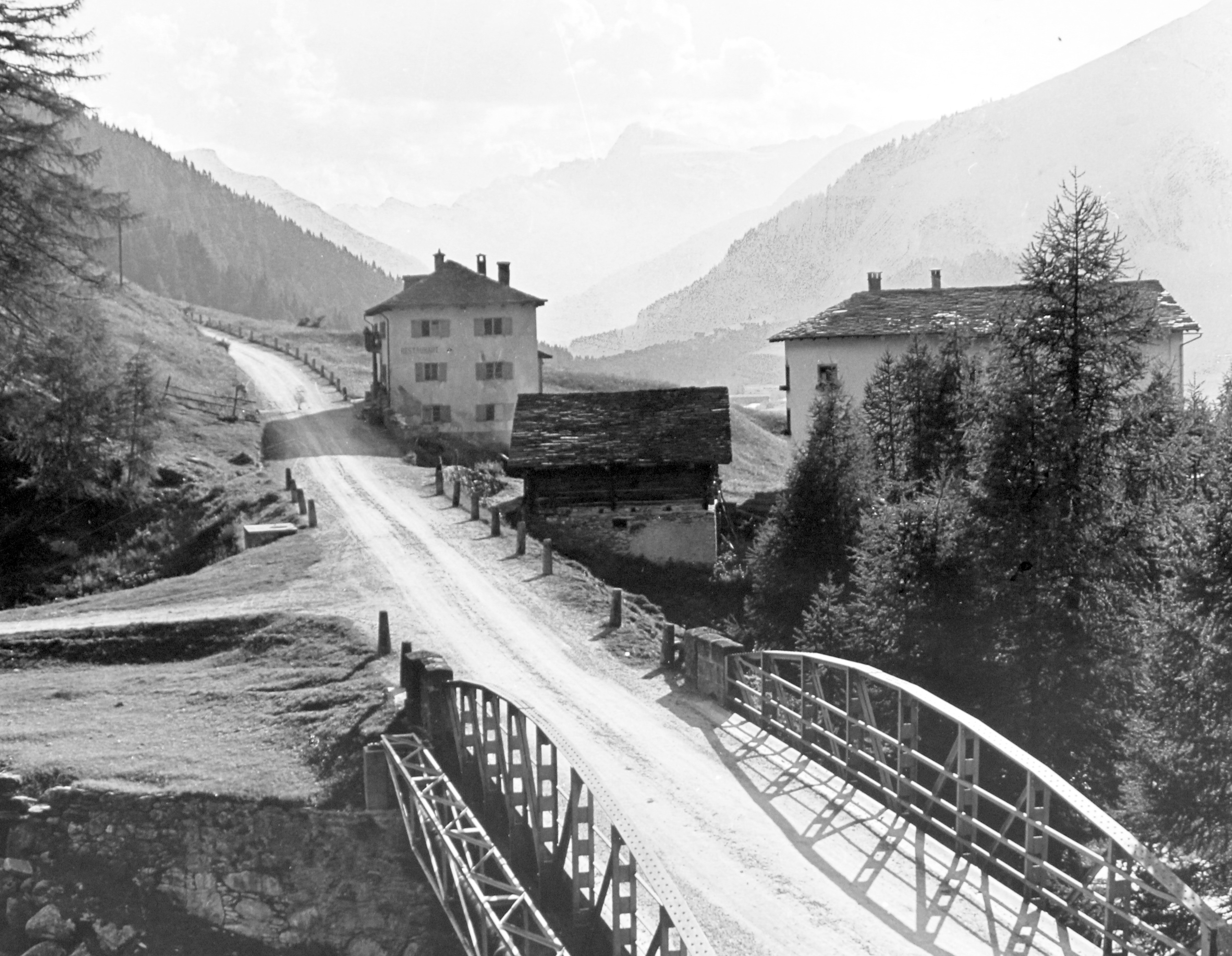
Beginn der Passstrasse oberhalb Splügens, rechts das ehemalige Wädenswilerhaus, heute Hüschera-Lodge, um 1920

## Streckenverlauf
Die neun Kilometer lange Nordrampe von Splügen aus erreicht die Passhöhe über zwei Kehrengruppen, eine mit sechs Kehren hinter Splügen, die andere mit fünfzehn Kehren vor der Passhöhe. Dort steht die ehemalige Grenzstation, eine Restauration wird an den Wochenenden im Berghaus Splügenpass betrieben.
Bemerkenswert ist die Südrampe (SS 36) durch das italienische Val San Giacomo: Zwischen der Passhöhe und Chiavenna ist auf einer Strecke von etwa 30 Kilometern ein Höhenunterschied von knapp 1800 Metern zu überwinden. Die Strecke führt vorbei am Lago di Montespluga, Madesimo, Lago d’Isola und Campodolcino nach Chiavenna. Von hier sind der Comersee bzw. der Malojapass zu erreichen. Die Strasse ist durchgängig asphaltiert und zweispurig ausgebaut. Im Winter ist der Pass geschlossen.

## Weitere Informationen
- Oberhalb Splügen führt die Passstrasse über die Marmorbrücke.
- 100 m östlich der Strasse führt der Kultur- und Weitwanderweg Via Spluga auf dem historischen Saumpfad über den Splügenpass; hier ist eine Höhe von 2113 m ü. M. angegeben (vgl. Bild vom Wegweiser), so dass dies der eigentliche Pass (Sattelpunkt) ist, daher wird auch in den Karten der Schweiz die Bezeichnung Strassenpass für den Scheitelpunkt der Strasse verwendet.
- Unweit des Scheitelbereiches der Passstrasse gewann man auf 2100 Metern Höhe einen Quarzit in Plattenform. Er wurde zur Dachdeckung in der Region verwendet.[8] Der Abbau ist eingestellt.
- Die Strasse über den Pass besteht aus 75 Spitzkehren; davon liegen 52 auf der italienischen und 23 auf Schweizer Seite.
- Anfang des 20. Jahrhunderts plante der italienische Ingenieur Pietro Caminada eine Wasserstrasse durch die Alpen und über den Splügenpass, siehe Schifffahrtskanalprojekte in den Alpen#Splügenkanal

## Bilder

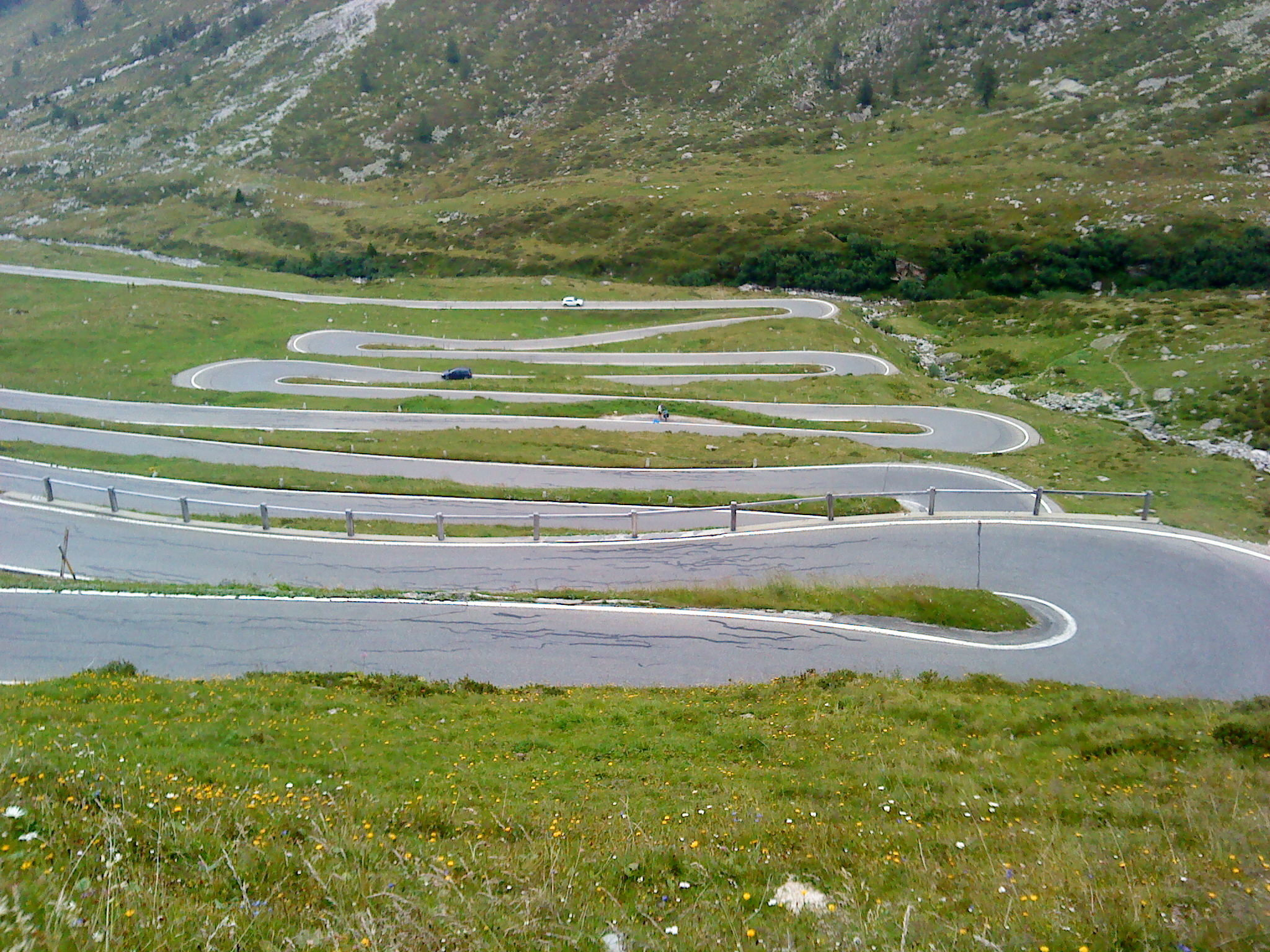
Kehren auf der Nordseite
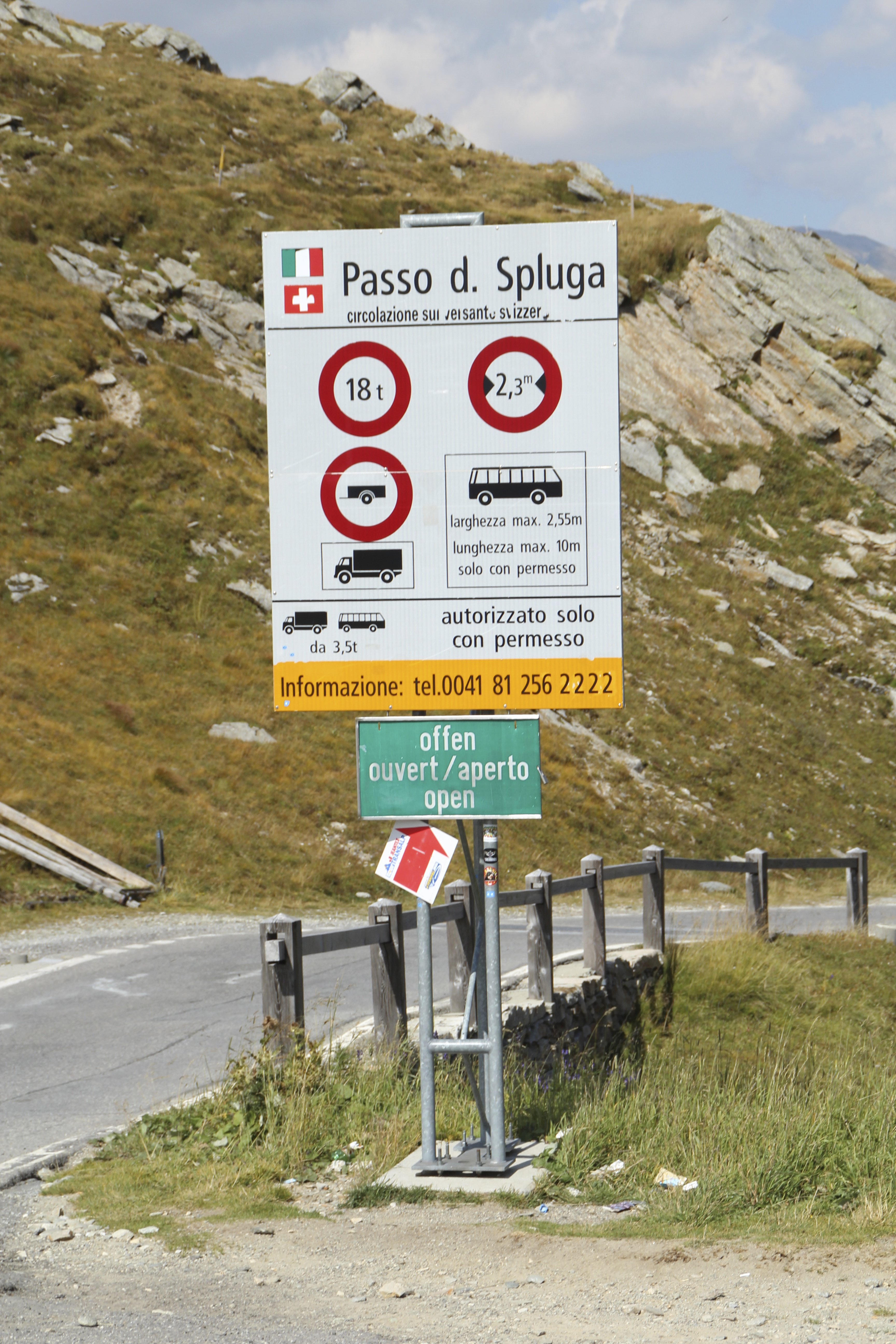
Passhöhe
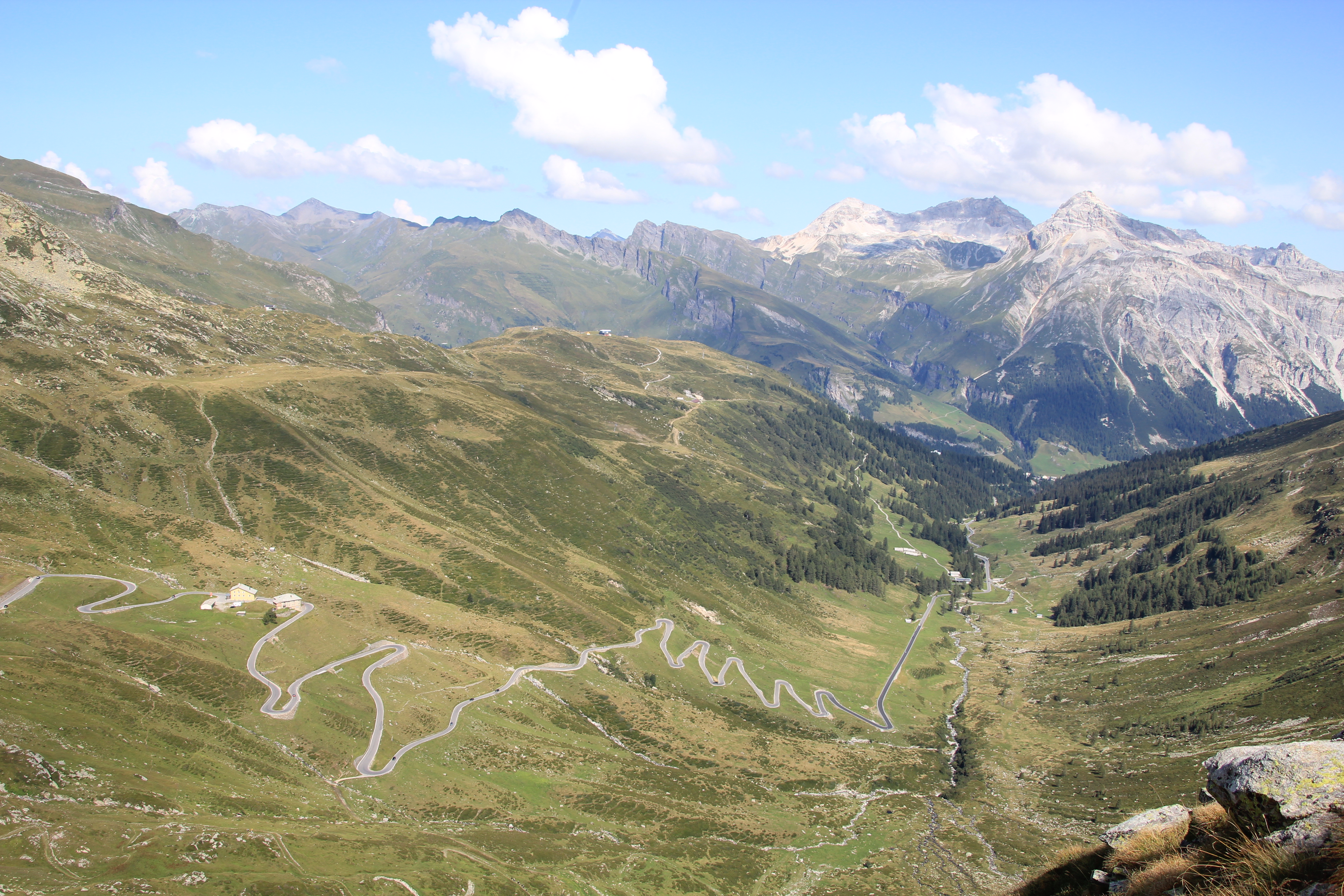
Schweizer Seite der Passstrasse mit Blick zum Teurihorn
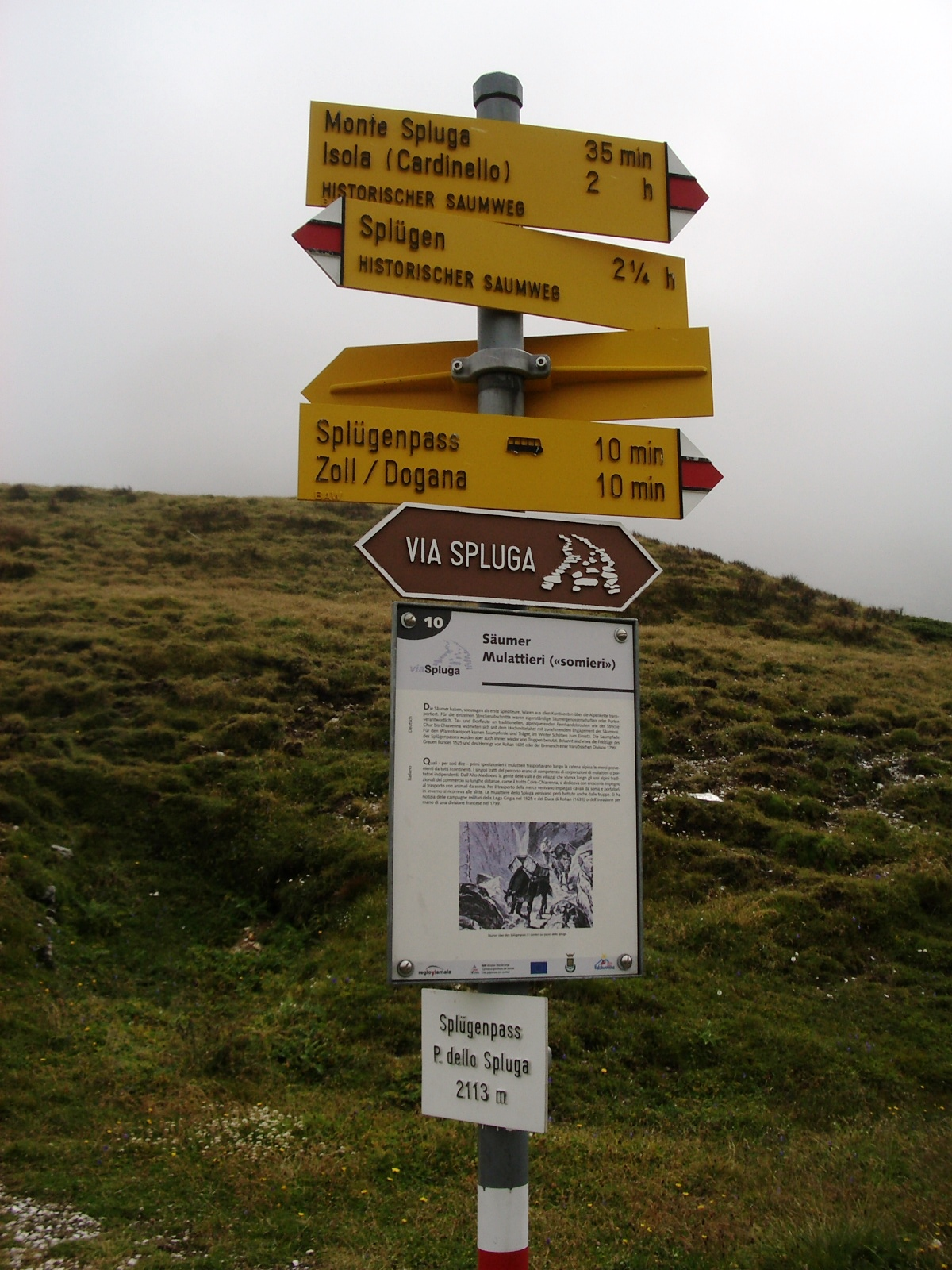
Blick auf die Passhöhe nach Westen
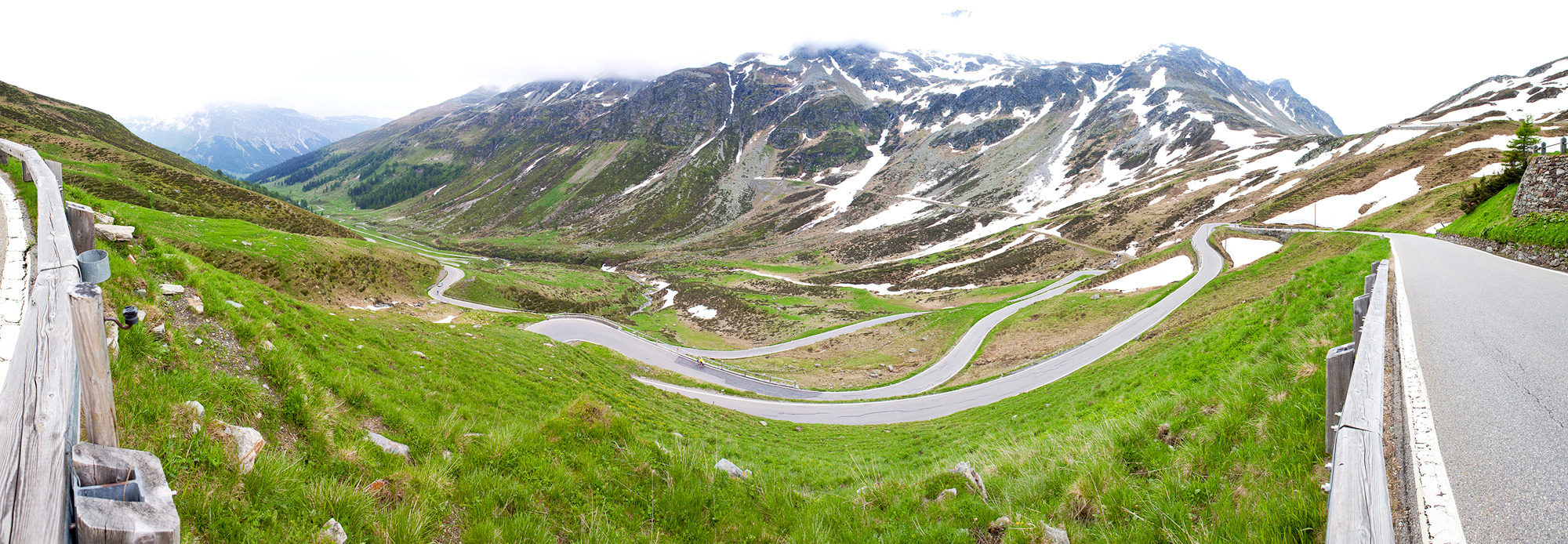
Panorama Nordseite Splügenpass
Splügenpass. Historisches Luftbild von Werner Friedli (1954)

Stahlstiche aus Meyer’s Universum (1857)
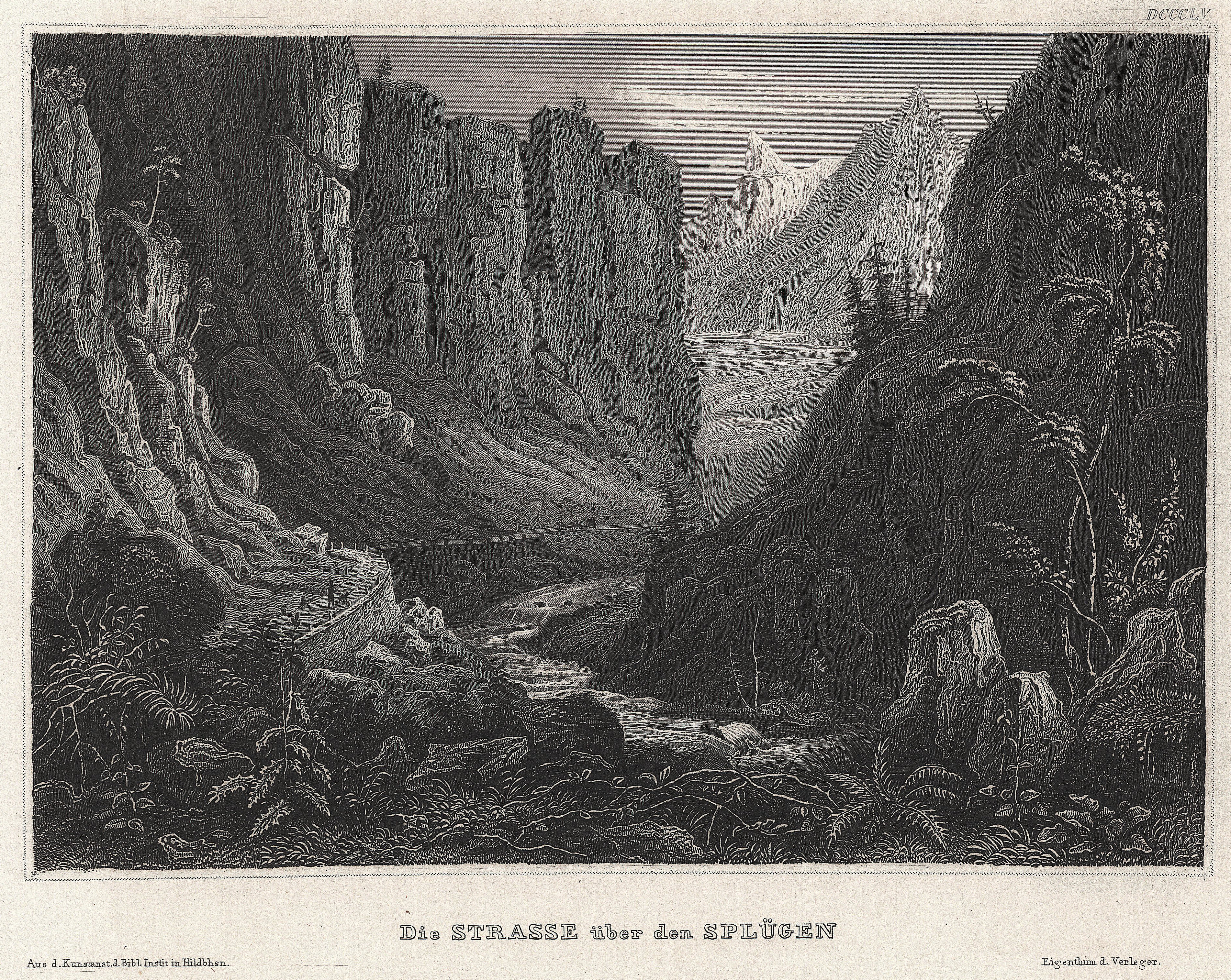
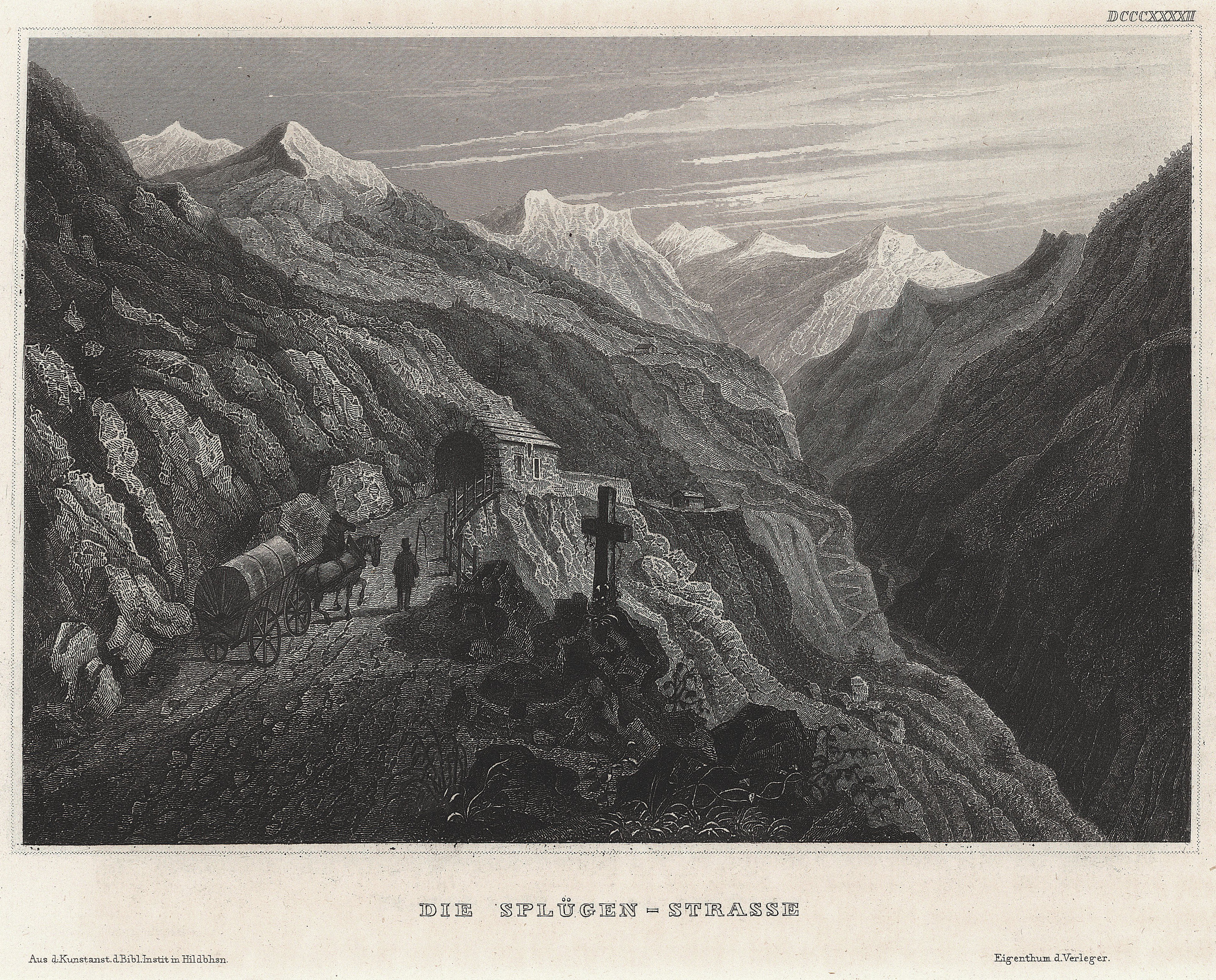